# Astragalus dictamnoides
Astragalus dictamnoides es una especie de planta del género Astragalus, de la familia de las leguminosas, orden Fabales.

## Distribución
Astragalus dictamnoides se distribuye por Kirguistán, Tayikistán y Uzbekistán.

## Taxonomía
Fue descrita científicamente por Gontsch. Fue publicada en Botanicheskie Materialy Gerbariya Botanicheskogo Instituta Imeni V. L. Komarova Akademii Nauk S S S R. 9: 116 (1946).
Sinonimia
- Astragalus stenophysus Vved. & Zakirov